# Nora I. Maidana
Nora Irene Maidana (1953 - ) es una bióloga y ficóloga argentina. Obtuvo su licenciatura y doctorado en Ciencias biológicas, en la Facultad de Ciencias Exactas y Naturales, de la UBA. Es investigadora del CONICET.
En cursos de postgrado desarrolla "Diatomeas Continentales: Identificación, Taxonomía y Biología", área en la que es una autoridad internacional
Desarrolla actividades académicas en el "Departamento de Biodiversidad y Biología Experimental", como directora del "Laboratorio de Diatomeas Continentales", siendo profesora adjunta regular

## Algunas publicaciones
- SALA, S., N.I. MAIDANA. 2003. Valve morphology of Amphora atacamae Frenguelli (Bacillariophyceae). Diatom Research 18 (1): 69-78

- MARKGRAF, V., J.P. BRADBURY, A. SCHWALB, S. BURNS, C. STERN, D. ARISTEGUI, D.; GILLI, A.; ANSELMETTI, F.; STINE, S. & MAIDANA, N. 2003. Holocene palaeoclimates of Southern Patagonia: limnological and environmental history of Lago Cardiel, Argentina. The Holocene 13.4: 581-591

- SEELIGMANN, C., N.I. MAIDANA. 2003. Diatomeas (Bacillariophyceae) en ambientes de altura de la provincia de Catamarca (Argentina). Bol. de la Soc. Arg. de Botánica 38 (1-2): 39-50

- MARTÍNEZ DE FABRICIUS, A.L., N. MAIDANA, N. GÓMEZ, S. SABATER. 2003. Distribution patterns of benthic diatoms in a river exposed to seasonal floods: the Cuarto River (Argentina). Biodiversity and Conservation 12(12): 2443-2454

- SCHÄBITZ, F., M.M. PAEZ, M.V. MANCINI, F.A. QUINTANA, M. WILLE, H. CORBELLA, T. HABERZETTL, A. LÜCKE, A.R. PRIETO, N. MAIDANA, C. MAYR, C. OHLENDORF, G.H. SCHLESER, B. ZOLITSCHKA, B. 2003. Estudios de polen actual como clave para la reconstrucción del paleoambiente en el sur de Patagonia, Argentina. Revista del Museo Arg. de Ciencias Naturales N. S. 5 (2): 301-316

- ZOLITSCHKA, B., F. SCHÄBITZ, A. LÜCKE, M. WILLE, C. MAYR, C. OHLENDORF, F. ANSELMETTI, D. ARIZTEGUI, H. CORBELLA, B. ERCOLANO, M. FEY, T. HABERZETTL, N.I. MAIDANA, G. OLIVA, M. PAEZ, G.-H. SCHLESER. 2004. Climate changes in southern Patagonia (Santa Cruz, Argentina) inferred from lake sediments – The multi-proxy approach of SALSA. PAGES News, 12/2: 9-11

- HABERZETTL, T., M. FEY, A. LÜCKE, N. MAIDANA, C. MAYR, C. OHLENDORF, F. SCHÄBITZ, G.H. SCHLESER, M. WILLE, B. ZOLITSCHKA. 2005. Climatically induced lake level changes during the last two millennia as reflected in sediments of Laguna Potrok Aike, southern Patagonia (Santa Cruz, Argentina). J. of Paleolimnology 33 (3): 283-302

- BORT, S., C. ROJO, M.A. RODRIGO, N.I. MAIDANA. 2005. El fitoplancton de las lagunas de Ruidera (Parque Natural, Ciudad Real). Limnetica 24 (1-2): 33-46

- MAYR, C., M. FEY, T. HABERZETTL, S. JANSSEN, A. LÜCKE, N. MAIDANA, C. OHLENDORF, F. SCHÄBITZ, G. SCHLESER, M. WILLE, B. ZOLITSCHKA. 2005. Palaeoenvironmental changes in southern Patagonia during the last millennium recorded in lake sediments from Laguna Azul (Argentina). Palaeogeography, Palaeoclimatology, Palaeoecology 228: 203-227

- MAIDANA, N.I., I. IZAGUIRRE, A. VINOCUR, G. MATALONI & H. PIZARRO. 2005. Diatomeas en una transecta patagónico-antártica. Ecología Austral 1: 159-176

- --------------, I. O´FARRELL, R. LOMBARDO & M. DOS SANTOS AFONSO. 2005. Short Term Ecological Implications of the Diversion of a Highly Polluted Lowland River: A Case Study. Bull. of Environmental Contamination and Toxicology. 75:1176–1184

- APONTE, G.A., N.I. MAIDANA, H. LANGE-BERTALOT. 2005. On the taxonomic identity of Diadesmis confervaceoides Lange-Bert. & U. Rumrich (Bacillariophyceae). Cryptogamie, Algologie 26(4): 337-342

- RODRÍGUEZ, P., H. PIZARRO, N.I. MAIDANA, S.M. BONAVENTURA, M. DOS SANTOS AFONSO. 2006. Epixilic algae from a lowland river from Buenos Aires province (Argentina). Cryptogamie, Algologie 27(1): 63-83

- DIAZ, C.A., N.I. MAIDANA. A new monoraphid diatom genus: Haloroundia Díaz & Maidana. En Crawford, R. M.; Moss, B.; Mann, D. G.; Preisig, H. R. Microalgal Biology, Evolution and Ecology. Nova Hedwigia Bh.130: 177-184. ISBN 3-443-51052-3

- MAIDANA, N.I., C. SEELIGMANN. 2006. Diatomeas (Bacillariophyceae) de ambientes acuáticos de altura de la Provincia de Catamarca, Argentina II. Bol. Soc. Argent. Bot. 41 (1-2): 1 - 13. ISSN 0373-580X

- ---------------. 2006. A new monoraphid diatom genus: Haloroundia Díaz & Maidana. Suplemento Nova Hedwigia 1 30: 177-184

- ZOLITSCHKA, B., H. CORBELLA; N. MAIDANA & C. OHLENDORF. 2006. Investigating maar formation and the climate history of Southern Argentina-the Potrok Aike maar Lake Sediment Archive Drilling Project (PASADO). Sci. Drilling 3:54-55

- ---------------, F. SCHÄBITZ, A. LÜCKE, G. CLIFTON, H. CORBELLA, B. ERCOLANO, T. HABERZETTL, N.I. MAIDANA, C. MAYR, C. OHLENDORF, G. OLIVA, M.M. PAEZ, G.-H. SCHLESER, J. SOTO, P. TIBERI, M. WILLE. 2006. Palaeoecological potential of crater lakes in the Pali Aike Volcanic Field, southern Patagonia (Argentina). J. of South Am. Earth Sci. 21:294-309

- WILLE, M., N.I. MAIDANA, F. SCHÄBITZ, M. FEY, T. HABERZETTL, S. JANSSEN, A. LÜCKE, C. MAYR, C. OHLENDORF, G.H. SCHLESER, B. ZOLITSCHKA. 2007. Vegetation and climate dynamics in southern South America: the microfossil record of Laguna Potrok Aike, Santa Cruz, Argentina. Review of Palaeobotany and Palynology 146: 234-246

- MESSYASZ, B., N.I. MAIDANA, C. MAYR, A. LÜCKE. 2007. Summer phytoplankton and the hydrochemistry of the crater lake Laguna Azul (Santa Cruz, Argentina). Oceanological and Hydrobiological Studies, 26 (Suppl. 1): 95-105. ISSN 1730-413X

- SEELIGMANN, C.; MAIDANA, N. I. & M. MORALES. 2008. Diatomeas (Bacillariophyceae) de humedales de altura de la Provincia de Jujuy, Argentina. Bol. Soc. Argent. Bot. 43(1-2): 1-17. ISSN 0373-580X

- ALUCEMA V., A. P. A.; DÍAZ-PALMA, P. A.; HAYASHIDA, G. & MAIDANA, N. I. 2009. Development and standardization of a microalgae test for determining deaths by drowning. Forensic Science International 184: 37-41. ISSN 0379-0738

- PÉREZ, M.C., N.I. MAIDANA & A. COMAS. 2009. Phytoplankton composition of the Ebro River estuary, Spain. Acta Botanica Croatica 68(1), 11-27. ISSN 0365-0588

- MAYR, C., LÜCKE, A., MAIDANA, N. I., WILLE, M., HABERZETTL, T., CORBELLA, H, OHLENDORF, C., SCHÄBITZ, F., FEY, M., JANSSEN, S. & B. ZOLITSCHKA. 2009. Isotopic and geochemical fingerprints of environmental changes during the last 16,000 years on lacustrine organic matter from Laguna Potrok Aike (Southern Patagonia, Argentina). Journal of Paleolimnology 42: 81-102. ISSN 0921-2728

- FEY, M.; KORR, C., MAIDANA; N. I., CARREVEDO, M. L.; CORBELLA, H., DIETRICH; S.,HABERZETTL, T.; KUHN,G., LÜCKE; A., MAYR, C.; OHLENDORF, C.; PAEZ, M. M.; QUINTANA, F. A.; SCHÄBITZ, F. & ZOLITSCHKA, B. 2009. Palaeoenvironmental changes during the last 1600 years inferred from the sediment record of a cirque lake in Southern Patagonia (Laguna Las Vizcachas, Argentina). Palaeogeography, Palaeoclimatology, Palaeoecology 281: 363-375 ( doi: 10.1016/j.palaeo.2009.01.012). ISSN 0031-0182

- VINOCUR, A. & MAIDANA, N. I. 2009. Spatial and temporal variations in moss-inhabiting summer diatom communities from Potter Peninsula (King George Island, Antarctica). Polar Biology doi: 10.1007/s00300-009-0719-x. ISSN 0722-4060

- MAIDANA N. I., SEELIGMANN, C. & M. MORALES. 2009. Bacillariophyceae del Complejo Lagunar Vilama (Jujuy, Argentina). Bol. Soc. Argent. Bot. 44(3-4): 257-271. ISSN 0373-580X

- BORROMEI, A. M.; CORONATO, A.; LARS, F.; PONCE, J. F.; LÓPEZ SÁEZ, J.; MAIDANA, N.; RABASSA, J.; CANDEL, M. S. 2010. Multiproxy record of Holocene paleoenvironmental change, Tierra del Fuego, Argentina. Palaeogeography, Palaeoclimatology, Palaeoecology, 286: 1-16 ( doi: 10.1016/j.palaeo.2009.11.033) ISSN 0031-0182.

- SEGURA-GARCÍA, V., ISRADE-ALCANTARA, I. & MAIDANA, N. I. 2010. The genus Navicula sensu stricto in the Upper Lerma basin, México. I. Diatom Research 25: 367-383. ISSN 0269-249X

- KASTNER, S.; OHLENDORF, C.; HABERZETTL, T.; LÜCKE, A.; MAYR, C.; MAIDANA, N. I.; SCHÄBITZ, F.; ZOLITSCHKA, B. 2010. Southern Hemispheric Westerlies control the spatial distribution of modern sediments in Laguna Potrok Aike, Argentina. Journal of Paleolimnology, 44: 887-904 ISSN 0921-2728

- MAIDANA, N. I.; SEELIGMANN, C. & MORALES, M. 2011. El género Navicula sensu stricto (Bacillariophyceae) en humedales de altura de Jujuy, Argentina. Soc. Argent. Bot. 46 (1-2). Aceptado, 01/04/2011. ISSN 0373-580X

### Libros
- Yolanda Zalocar de Domitrovic, Nora i. Maidana. 1997. Taxonomic and ecological studies of the Paraná River daitom flora (Argentina). Vol. 34 de Bibliotheca Diatomologica. Ed. J. Cramer. 122 pp. ISBN 3443570259

- Carolina Díaz P.,  nora i. MAIDANA 2005. Diatomeas de los salares Atacama y Punta Negra, II Región – Chile. Centro de Ecología Aplicada Ltda. y Minera Escondida Ltda. Santiago, Chile. 148 pp.

- hugo Corbella, nora i. Maidana (eds.). 2010. 1.ª Reunión Internodos del Proyecto Interdisciplinario Patagonia Austral y 1.er Workshop Argentino del Proyecto Potrok Aike Maar Lake Sediment Archive Drilling Project. Proyecto Editorial PIPA. Buenos Aires, Argentina. 94 pp. ISBN 978-987-26271-0-2
- Apumaita, Tania Elena; Maidana, Nora Irene; Vargas Rodriguez, Nelly Nicolaza Maria; Catálogo de diatomeas del Salar de Olaroz; Universidad Nacional de Jujuy; 2019; 58. ISBN: 978-987-3926-57-0[3]

## Honores
Miembro
- Sociedad Argentina de Botánica

- La abreviatura «Maidana» se emplea para indicar a Nora I. Maidana como autoridad en la descripción y clasificación científica de los vegetales.[4]